# Piotr Nowak (pastor)
Piotr Nowak (ur. 8 czerwca 1962) – polski duchowny zielonoświątkowy, członek Naczelnej Rady Kościoła Zielonoświątkowego w RP, były rektor Wyższej Szkoły Teologiczno-Społecznej (WSTS) w Warszawie i nauczyciel akademicki Chrześcijańskiej Akademii Teologicznej w Warszawie.
W latach 2020–2024 był sekretarzem Polskiego Forum Chrześcijańskiego. 

## Życiorys
Jest absolwentem Chrześcijańskiej Akademii Teologicznej w Warszawie, a także studiów podyplomowych z zakresu pedagogiki w Akademii Pedagogicznej w Krakowie oraz Szkoły Poradnictwa Rodzinnego ChIB w Warszawie. W 1988 został ordynowany na diakona, zaś w 1998 na prezbitera i w latach 1988–2011 był pastorem zboru „Syloe” w Skawinie.
W latach 1993–2004 był dyrektorem Krakowskiego Seminarium Biblijnego, zaś w latach 2001–2006 dyrektorem Misji „Chrześcijańska Rodzina”. W 2012 został pastorem zboru w Żyrardowie. Od 2004 jest członkiem Naczelnej Rady Kościoła Zielonoświątkowego w RP, w kadencji 2004–2008 jako członek NRK, zaś w kadencji 2008–2012 i 2012–2016 zastępca prezbitera naczelnego Kościoła.
W latach 2005-2020 piastował funkcję rektora Wyższej Szkoły Teologiczno-Społecznej w Warszawie. Został także wykładowcą Chrześcijańskiej Akademii Teologicznej w Warszawie.
27 lutego 2020 odbyła się publiczna obrona rozprawy doktorskiej Piotra Nowaka pt. Instytucje kształceniowe Zjednoczonego Kościoła Ewangelicznego w Polsce (1947–1988) na Wydziale Teologicznym Chrześcijańskiej Akademii Teologicznej w Warszawie, której promotorem był prof. dr hab. Tadeusz Jacek Zieliński, zaś promotorem pomocniczym dr hab. Jan Mironczuk. 
W kwietniu 2022 został delegatem do Komitetu Krajowego Towarzystwa Biblijnego w Polsce w kadencji 2022–2027.

## Publikacje
- Nowonarodzenie w perspektywie pentekostalnej. „Rocznik Teologiczny”. R. 56, z. 1, s. 89-102, 2014. ISSN 0239-2550.